# Microvictoria
Microvictoria é um género botânico pertencente à família Nymphaeaceae.